# بلوا-آن-سانتر
بلوا-آن-سانتر (به فرانسوی: Belloy-en-Santerre) یک منطقهٔ مسکونی در فرانسه است که در دپارتمان سم (فرانسه) در او-دو-فرانس واقع شده‌است. بلوا-آن-سانتر ۵٫۴۹ کیلومتر مربع مساحت و ۱۶۶ نفر جمعیت دارد و ۷۶ متر بالاتر از سطح دریا واقع شده‌است.